# Борщ український з пампушками

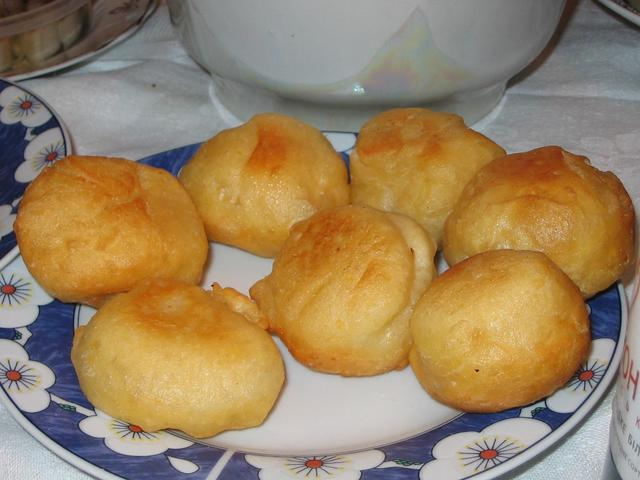
Пампушки до борщу

Борщ український з пампушками — страва, різновид борщу, належить до української кухні.

## Склад
- 1 кг яловичини або свинини
- 400 г капусти
- 300 г картоплі
- 200 г столового буряка
- 1–2 морквини
- 1 корінь петрушки
- 1 середня цибулина
- 0,7–1 кг томатів
- сіль

|                                                                                               |  |
| Блок марок України із зображенням набору продуктів для традиційного українського борщу (2005) |  |

## Рецепт
1. Вариться м'ясо-кістковий (та краще м'ясний, яловичий) бульйон із морквою, цибулиною і, бажано, солодкою перчиною, які по готовності видаляють, а бульйон цідять. Увага! Першу воду з бульйону після закипання слід злити, а м'ясо ретельно промити. Потім додати свіжої води і варити бульйон як описано вище. Одночасно із м'ясом у бульйоні варять також і квасолю, краще сорту «маслянка», вона звариться одночасно з м'ясом.
2. Після того, як бульйон готовий, м'ясо виймають, буряки нарізують соломкою, кладуть у каструлю, i варять майже до готовності.
3. Ріпчасту цибулю, моркву, солодкий перець нарізують соломкою та підсмажують на смальці або салі до початку карамелізації цукрів (ледь золотавого кольору), потім додають томат із розрахунку не меншу 10 %, та оптимально 20 % від обсягу майбутнього борщу й тушкують 10–20 хвилин, це й буде заправка (засмажка). Слід сказати, що в автентичному варіанті борщу не додають томат-пасту. Використовуються тільки свіжі томати. Їх слід відварити протягом 20 хвилин та ретельно протерти через звичайний друшляк. На 5-літрову каструлю борщу беруть 0,7–1 кг помідорів, в залежності від якості. Відходів буде близько 15 %. Можна також просто перемолоти свіжі помідори, не варячи їх попередньо, але тоді смак борщу буде кисліший, а шматочки помідорів відчуватимуться у страві.
4. Після того, як буряк зварився, кладуть нарізану картоплю і варять також практично до готовності, потім вкидають нарізану соломкою капусту та одночасно весь обсяг заправки (засмажки), дають закипіти та, в залежності від твердості капусти, або одразу знімають з вогню, або варять не більше 1 (максимум 2) хвилини.
5. Наостанок, заправляють зеленню петрушки або кропу, знімають з вогню і дають настоятися 15–20 хвилин.
6. Подаючи на стіл, в тарілку з борщем кладуть порцію вареного м'яса, сметану, зелень.
7. Окремо подають пампушки з часником.